# Fop Smit

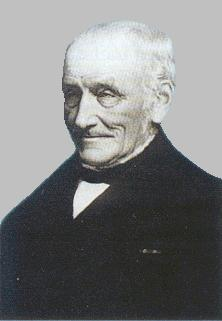
Fop Smit

Fop Smit (Alblasserdam, 11 oktober 1777 – Nieuw-Lekkerland, 25 augustus 1866) was een reder en scheepsbouwer. Hij was de grondlegger van het sleep- en bergingsbedrijf L. Smit & Co. - later samengegaan met Internationale Sleepdienst tot Smit Internationale - dat in 1842 opgericht werd als sleepdienst, met één stoomsleepboot. In 2008 had het bedrijf een omzet van 708 miljoen euro.

## Sleepdienst
In 1838 bouwde Fop Smit uit Kinderdijk zijn eerste schip: een Oost-Indiëvaarder. Vier jaar later bouwde hij een stoomsleepboot om een sleepdienst te beginnen tussen Hellevoetsluis, Brouwershaven, Dordrecht en de Noordzee in opdracht van een aantal reders en verzekeraars.
Het bedrijf richtte zich steeds meer op sleepdiensten en bouwde in de loop der jaren een flink aantal sleepboten. In 1900 werd de Internationale Sleepdienst opgericht. De bedrijven van Smit zouden uitgroeien tot Smit Internationale, Royal IHC en SBM Offshore.
In 1847 werd in opdracht van reder Willem Ruys de schoenerbrik Industrie gebouwd bij Fop Smit aan de Kinderdijk, het eerste ijzeren zeilschip dat werd gebouwd in Nederland. In 1853 bouwde Fop Smit de eerste ijzeren klipper, de California van 663 ton voor de rederij Louis Bienfait & Zn. Op de eerste reis voer kapitein Jaski in 86 dagen van Duins naar Port Adelaide. Andere bekende klippers waren de Kosmopoliet II uit 1862 en de Noach I tot VI. De Noach I voer in iets meer dan 65 dagen van Anjer aan Straat Soenda tot The Lizard in het Kanaal.

## Passagiersvervoer
In 1877 ontstond de Stoomboot-Reederij Fop Smit & Co uit een samenwerking van de Dordtsche Stoombootmaatschappij en de door Fop Smit opgerichte Stoombootdienst Merwede. Men voer onder meer van Rotterdam naar Dordrecht, Gorinchem, Moerdijk, Hoek van Holland en andere plaatsen. In 1928 werd het bedrijf overgenomen door de Rotterdamsche Tramweg Maatschappij, die in 1949 de activiteiten stillegde.

## Familie
Fop huwde op 29 juni 1806 te Alblasserdam met Jannigje Pieterse Mak.
Hij was een zoon van Jan Foppe Smit en Marrigje Ceele.
Het graf van de familie Smit is te vinden aan de Lekdijk te Nieuw-Lekkerland.